# Monika Correa
Monika Correa, de soltera Sequeira (1938) es una artista textil india, conocida por sus tejidos experimentales. Es en gran medida una tejedora autodidacta, lo que le ha permitido liberarse de las inhibiciones de un artista con formación académica y explorar la posibilidad del textil como medio artístico.

## Trayectoria
Terminó su grado en Microbiología de la Universidad de Saint Xavier, Bombay, en 1958. Más tarde, en 1961 se casó el arquitecto indio Charles Correa. Tuvieron dos niños, Nakul y Nondita.
En 1962, acompañó a su marido cuando le invitaron a impartir clases en el Instituto de Tecnología de Massachusetts (MIT). Viajaron a los Estados Unidos, vía Helsinki, Finlandia donde descubrió las mantas tradicionales Rya & Ryijy y que le causaron una impresión profunda. Esto le motivó para aprender a tejer. Posteriormente, en los Estados Unidos, a través de György Kepes, un pintor y profesor en MIT conoció a Marianne Strengell, quien se jubilaba de su puesto como la jefa del textiles del departamento de la Academia de Arte de Cranbrook.Strengell le enseñó a Correa los fundamentos de tejer y le dio un diseño del telar cuándo esta última regresaba a la India.
Cuando Correa regresó a la India en 1963, mandó construir su propio telar según el diseño compartido por Strengell. Esta también le había hablado a Correa de su exalumna Nelly Sethna, que también vivía en Bombay.  Sethna le presentó a un joven tejedor que ayudó a Correa con la configuración básica de su nuevo telar.
Correa se  formó durante tres meses entre 1964 y 1965 en el Weavers' Service Center (WSC) en Bombay. Este centro era un instituto de investigación dirigido por Pupul Jayakar, y financiado por el Gobierno de la India. En el WSC, Correa conoció a otros artistas modernos indios como KG Subramanyan y Prabhakar Barwe. En esa época, Subramanyan estaba creando esculturas de fibra de lana que tuvieron una profunda influencia en Correa.
Inicialmente, Correa fabricaba dhurries (alfombras para el suelo) de rayas con formas simples y de superficies sólidas. Sin embargo, no le gustó la idea de que la gente caminara sobre los dhurries, así que decidió convertir sus telares en lienzos. Poco a poco fue creando obras verticales montadas en la pared que hacían que el proceso de tejer fuera visible.
El momento decisivo de Correa se produjo cuando Pilloo Pochkhanawala le pidió que creara tejidos para el Festival de Artes de Bombay en 1966. Junto a Subramanyan y a Sethna, Correa creó dos piezas para el festival, una de las cuales fue la obra titulada Pecado original, para la que utilizó lana hilada a mano.
Tras el reconocimiento recibido en este evento, la mayor parte del trabajo de Correa fueron encargos. Algunas de sus creaciones incluyen tejidos para el restaurante Four Seasons de Philip Johnson en el Seagram Building de Nueva York y para el Tribunal Constitucional de Sudáfrica en Johannesburgo, entre otros.
El aspecto innovador del trabajo de Correa ha sido su reestructuración de la caña utilizada para tejer. Con la ayuda de un carpintero, cortó la parte superior de la caña que consistía en limaduras de hierro pegadas con alquitrán. Esto le permitió atornillarlo al estante de madera del telar. Al poder desenroscar la caña a voluntad significaba que podía liberar la lengüeta según sus necesidades. Esto le permitió recoger las tramas y luego, al mover la caña, podía desplazarlas ligeramente, permitiendo así una sensación de movimiento dentro del tejido. Correa ha aplicado esta técnica a sus tapices, lo que hace que sus tejidos experimentales sean bastante únicos y fascinantes.

## Reconocimientos
Sus creaciones textiles forman parte de las importantes colecciones del Museo Metropolitano de Arte de Nueva York;el Museo de Arte Moderno (MoMA), Nueva York;  Instituto de Arte de Minneapolis,o del museo de arte de Tate, en Londres.
En 2024, su obra fue expuesta por primera vez en la Bienal de Venecia.

## Obra

### Exposiciones individuales
- 2013 - Deformaciones sinuosas, Chemould Prescott Road, Mumbai[17]
- 2014 - Ecos en la fibra: El arte textil de Monika Correa, Pucker Gallery, Boston[18]
- 2019 - Tejido en Frieze London, Jhaveri Contemporary[4]

### Exposiciones colectivas
- 2015 - Acercándose a la abstracción, Jhaveri Contemporary, Mumbai[10]
- 2016 - Rewind, Cumbre de arte de Dhaka, Dhaka[19]
- 2019 - Dando un paseo con un hilo, Museo de Arte Moderno, Nueva York[20]